# Shelter Now
Shelter Now (auch bekannt unter dem Namen Shelter Now International (SNI)) ist ein internationales christliches Hilfswerk, das seit 1983 in Pakistan, seit 1988 in Afghanistan, seit 2014 in Kurdistan und seit 2020 in Usbekistan tätig ist. Laut Satzung leistet es „Hilfe für Arme und Notleidende insbesondere durch Hilfsprojekte technischer, medizinischer und humanitärer Art ohne Ansehen der Rasse, der politischen Gesinnung oder der Religion“. Udo Stolte initiierte 1993 die Gründung des deutschen Zweigs Shelter Now Germany.
Regionale Büros führt die Organisation in:
- Afghanistan, Shelter Now Afghanistan
- Deutschland, Shelter Now Germany e. V.
- Niederlande, Adresgegevens Shelter Holland
- Pakistan, Shelter Now International Pakistan
- Vereinigte Staaten (USA), Shelter Now America (USA)

Organisatorisch besteht SNI aus einem Zusammenschluss von Schwesterorganisationen in verschiedenen Ländern. Die Entwicklungsarbeit des humanitären Hilfswerks konzentriert sich vor allem auf Afghanistan und Pakistan und wird vom deutschen Zweig mit Sitz in Braunschweig koordiniert.
International bekannt wurde die Organisation im Jahr 2001, als 24 Mitarbeiter der Organisation in Afghanistan von den Taliban unter dem Vorwurf der christlichen Missionierung gefangen genommen wurden. Erst nach über 100 Tagen in Haft kamen sie wieder frei.

## Geschichte
Anfang der 1980er Jahre bahnte sich im Mittleren Osten eine humanitäre Katastrophe an: Nach jahrelangem Bürgerkrieg und dem Einmarsch sowjetischer Truppen in Afghanistan flohen über drei Millionen Menschen nach Pakistan. Sie vegetierten dort in riesigen Flüchtlingslagern. Diese Bilder gingen um die Welt und führten zur Gründung von Shelter Now durch eine kleine Gruppe engagierter Christen in Deutschland und anderen Ländern.

### 1979–1990
Entstanden ist die Hilfsorganisation im Jahr 1979. Damals löste der Einmarsch sowjetischer Truppen in Afghanistan die eine große Flüchtlingsbewegung der Welt aus. In der Region der grenznahen Stadt Peschawar in Pakistan lebten mehrere Millionen afghanische Flüchtlinge. Bewegt von deren Schicksal gründeten der US-Amerikaner Thor Armstrong und seine Frau Debi das Hilfswerk „Shelter Now International“ (SNI). 1982 zog das Ehepaar mit mehreren Gleichgesinnten nach Pakistan, um diesen Flüchtlingen zu helfen. Nach der Registrierung des Hilfswerks 1983 unter der Bezeichnung „SNI“ als Nichtregierungsorganisation in Pakistan und der Eröffnung eines Büros in Peschawar wurden noch im gleichen Jahr erste Projekte in den Flüchtlingslagern rund um die Stadt gestartet. Im Lauf der nächsten Jahre verteilte die Organisation dort Essen, Trinkwasser, Milch und andere Hilfsgüter an viele Tausend Familien und errichtete für sie Notunterkünfte und Suppenküchen. In den Flüchtlingslagern baute Shelter Now unter anderem Kliniken, Schulen, Brunnen und Witwenhäuser.
Im Jahr 1988 wurde die Arbeit auf Afghanistan ausgedehnt, die Organisation errichtete wie schon in Pakistan Betonfabriken, in denen u. a. Betondachträger für die Häuser für rückkehrende afghanische Flüchtlinge hergestellt werden. Das Jahr 1990 wurde zu einem Wendepunkt von Shelter Now: Im April und Mai 1990 plünderten und zerstörten islamische Extremisten das Büro und die Werkstätten in Pakistan, weil sie sich durch ein Hilfsprojekt für afghanische Witwen provoziert fühlten. Der Schaden überstieg eine Million Dollar. Nach gründlichen Untersuchungen übernahm die pakistanische Regierung später die Verantwortung für die Plünderungen und zahlte eine Entschädigung. Am 16. Juni 1990 wurde der Direktor Thor Armstrong von Bewaffneten überfallen, er kam mit dem Leben davon. Armstrong kehrte daraufhin in die Vereinigten Staaten zurück und gründete dort eine eigenständige Organisation mit demselben Namen „Shelter Now International“. Wegen weiterer Drohungen gegen Shelter Now verließen auch die anderen ausländischen Mitarbeiter Pakistan, alle Hilfsprojekte wurden eingestellt.

### 1991–2000
Ende des Jahres 1990 übernahm der Deutsche Georg Taubmann aus Sulzbach-Rosenberg die Leitung von SNI. 1991 kehrte Taubmann nach Pakistan zurück – der Neuaufbau der Organisation in Pakistan begann. 1993 gründete Taubmann in seiner Heimatstadt den deutschen Zweig der Organisation unter dem Namen „Shelter Germany“ als eingetragener Verein. Nach der Machtübernahme durch die Taliban in Afghanistan wurde Shelter Now 1998 offiziell als Hilfswerk registriert. Im gleichen Jahr wurde in der Hauptstadt Afghanistans, Kabul, ein Büro eröffnet. 1999 verlegte der deutsche Zweig seinen Sitz nach Braunschweig.
Die Projekte in diesem Jahrzehnt waren wie bereits zuvor geprägt durch die Arbeit in Pakistan unter afghanischen Flüchtlingen. Immer wieder kam es aufgrund von Krieg und Unterdrückung zu größeren Flüchtlingswellen nach Pakistan, z. B. 1992 durch die Einnahme Kabuls durch die Mudschaheddin und 1996 durch die Taliban, oder 1998, als die Taliban in der Shamali-Region Massaker unter der Bevölkerung verübten. Shelter Now war maßgeblich am Aufbau der drei Flüchtlingslager Nasir Bagh, Akora Katthhak, Shamshatoo beteiligt. In Afghanistan errichtete das Hilfswerk mehrere Betonfabriken, in denen vor allem Dachmaterial für den Wiederaufbau von Wohnhäusern hergestellt wird. Die Erneuerung zerstörter Bewässerungssysteme und die Einrichtung eines Zentrums für die Straßenkinder Kabuls waren weitere wichtige Projekte von Shelter Now in diesen Jahren.

### 2001: Gefangennahme und Geiselhaft
Am 3. August 2001 wurden in Afghanistan die beiden Entwicklungshelferinnen Dayna Curry und Heather Mercer von der Religions- und Sittenpolizei der Taliban gefangen genommen. Die beiden US-Amerikanerinnen hatten in ihrer Freizeit in Kabul auf Bitten einer afghanischen Familie den Jesus-Film gezeigt. Zwei Tage später wurden 16 einheimische und sechs weitere ausländische Shelter-Now-Mitarbeiter inhaftiert: Georg Taubmann, Margrit Stebner, Silke Dürrkopf und Katrin Jelinek aus Deutschland sowie Diana Thomas und Peter Bunch aus Australien. Der Vorwurf an die ausländischen Entwicklungshelfer: Christliche Missionierung. Für dieses mutmaßliche Vergehen drohte den Inhaftierten die Todesstrafe.
Bereits kurz nach der Gefangennahme begannen Verhandlungen auf diplomatischer Ebene mit den Taliban um die Freilassung der Gefangenen, die jedoch ergebnislos blieben. Selbst der Zugang zu den Inhaftierten wurde den Diplomaten mit dem Hinweis auf die noch laufenden Untersuchungen verweigert. Nachdem zunächst Vertreter des Internationalen Komitees vom Roten Kreuz (IKRK) am 26. August 2001 die Gefangenen besuchen durften, wurde am folgenden Tag erstmals auch den Diplomaten aus Deutschland, den USA und Australien sowie Angehörigen der amerikanischen Gefangenen der Besuch gestattet. Am 4. September 2001 begann vor einem islamischen Gericht in Kabul unter Ausschluss der Öffentlichkeit der Prozess gegen die inhaftierten ausländischen Entwicklungshelfer. Vier Tage später wurden die Inhaftierten das erste Mal persönlich vorgeladen. In Anwesenheit von Diplomaten, Angehörigen und Medienvertretern bestritten die Angeklagten die gegen sie erhobenen Vorwürfe. Mit der Verteidigung der Angeklagten wurde der pakistanische Anwalt Atif Ali Khan, ein Scharia-Experte, beauftragt. Nach den Terroranschlägen vom 11. September 2001 wurde der Prozess zunächst unterbrochen. Wegen zu erwartender militärischer Reaktionen der USA auf die Anschläge forderten die meisten westlichen Staaten ihre Staatsbürger auf, Afghanistan zu verlassen. Noch in der Woche der Terroranschläge verließen die meisten Ausländer, auch die Diplomaten und Angehörigen der Shelter-Now-Mitarbeiter, Afghanistan. Die inhaftierten Entwicklungshelfer blieben zurück. Der Kontakt zu den Gefangenen erfolgte nun ausschließlich über den Anwalt Khan, der dafür mehrmals nach Kabul reiste.
Am 30. September 2001 wurde der Prozess in Kabul fortgesetzt und die Anklageschrift verlesen. In Anwesenheit ihres Anwalts erfuhren die Angeklagten zum ersten Mal, aus welchen Gründen sie inhaftiert worden waren. Dem Anwalt wurde 15 Tage für eine Verteidigungsschrift gegeben. Zwei Wochen später hatte er die Verteidigungsschrift fertiggestellt. Spätestens jetzt wurde deutlich, dass es sich um einen Scheinprozess handelte, denn die Verteidigungsschrift wurde vom zuständigen Richter nicht zur Kenntnis genommen, eine Reaktion vom zuständigen Gericht erfolgte nicht. Schließlich verweigerten die Taliban dem Anwalt jeglichen Kontakt zu seinen Mandanten. Dass die Inhaftierten nun faktisch Geiseln der Taliban waren, wurde kurz vor dem Beginn der Operation Enduring Freedom offensichtlich: die Taliban boten die Freilassung der Entwicklungshelfer an, wenn die USA ihre Kriegsdrohung zurückzögen. Die USA lehnten ab. Vier Wochen zuvor gab es bereits einen Vorschlag für einen Gefangenenaustausch: Die Shelter-Now-Mitarbeiter gegen den in den USA inhaftierten Scheich Omar Abdel-Rahman. Zeitgleich mit dem Versuch, mit Hilfe der Entwicklungshelfer den drohenden Vergeltungsschlag der USA noch abzuwenden, kündigen die Taliban an, die britische Journalistin Yvonne Ridley freizulassen. Ridley war am 28. September nach ihrer illegaler Einreise nach Afghanistan festgenommen worden. In Kabul teilte sie sich die Gefängniszelle mit den inhaftierten Shelter-Now-Mitarbeiterinnen.
Am 7. Oktober 2001 begannen die Vereinigten Staaten in Afghanistan mit Bombardierungen im Zuge der Operation Enduring Freedom. Die Taliban verschoben den Prozess wegen der Militärschläge auf unbestimmte Zeit. Bevor der Anwalt Khan nach Pakistan zurückkehrte, erreichte er die erste offizielle Kontaktaufnahme aller Inhaftierten mit ihren Verwandten. Am 23. Oktober durften sie per Satellitentelefon mit ihren Verwandten sprechen. Danach riss der Kontakt zu den Entwicklungshelfern ab. Kurz vor der Eroberung Kabuls durch die Truppen der Nordallianz am 13. November 2001 verschleppten die Taliban ihre Geiseln in Richtung Süden, Richtung Kandahar. Am folgenden Tag wurden die Entwicklungshelfer in ein Gefängnis in Ghazni gebracht. Am Abend kam es zu einem Volksaufstand, bei dem die Taliban aus der Stadt vertrieben wurden. Alle Gefangenen wurden befreit, auch die Shelter-Now-Mitarbeiter. In der Nacht vom 14. auf den 15. November 2001 wurden die acht Entwicklungshelfer von US Special Forces gerettet und nach Islamabad ausgeflogen. Stunden später fiel die Stadt Ghazni wieder in die Hände der Taliban. Die 16 afghanischen Shelter-Now-Mitarbeiter, die mit den ausländischen Mitarbeitern gefangen genommen wurden, kamen bereits zwei Tage zuvor bei der Einnahme Kabuls durch die Nordallianz frei.
Nach der Befreiung kehrten die ausländischen Shelter-Now-Mitarbeiter zunächst in ihre jeweiligen Heimatländer zurück. Offizielle Empfänge und Pressetermine folgten. Die meisten ehemaligen Taliban-Geiseln äußerten jedoch den Wunsch wieder nach Afghanistan zurückzukehren, um beim Aufbau des Landes zu helfen. Georg Taubmann kehrte im April 2002 mit seiner Familie zunächst nach Pakistan und im Juni 2002 nach Afghanistan zurück. Auch Silke Dürrkopf arbeitete wieder für Shelter Now, sie blieb bis 2004. Margrit Stebner folgte der Familie Taubmann im Oktober 2002, sie blieb bis 2007. Katrin Jelinek kehrte erst im Jahr 2007 wieder nach Kabul zurück. Die beiden amerikanischen Mitarbeiterinnen Dayna Curry und Heather Mercer sowie die beiden australischen Mitarbeiter Diana Thomas und Peter Bunch kehrten nicht mehr nach Afghanistan zurück.

### Seit 2002
Nach dem Sturz der Taliban und der Einsetzung einer neuen Regierung in Afghanistan wurde die Registrierung des Hilfswerks bestätigt. Mit der Rückkehr der ausländischen Mitarbeiter nach Afghanistan im Sommer 2002 begann der Neuaufbau der Organisation im Land. Nach der Gefangennahme der Shelter-Now-Mitarbeiter im August 2001 hatten die Taliban die Häuser, Büros und die Werkstätten von Shelter Now Afghanistan geplündert und ausgeraubt. In Pakistan hingegen liefen in dieser Zeit die Projekte unter Leitung von einheimischen Mitarbeitern weiter.
Kurz nach der Rückkehr in die Region war die Familie Taubmann von einem Terroranschlag betroffen: In Pakistan verübten Terroristen am 5. August 2002 einen Anschlag auf die Murree Christian School. Sechs Personen kamen dabei ums Leben, Taubmanns ältester Sohn Daniel, der sich zum Zeitpunkt des Anschlags in der Schule aufhielt, blieb unverletzt. Trotz dieses Vorfalls blieb Taubmann vor Ort und startete die Projekte neu, die die Organisation bereits vor der Gefangennahme unterhalten hatte: Nahrungsmittelverteilungen, Suppenküchen und Bäckereien in Flüchtlingslagern. Auch die Fabriken für die Herstellung von Betondachträgern wurden wieder aufgebaut. In Pakistan in der Nordwestlichen Grenzprovinz war Shelter Now zu der Zeit die führende NGO für die Versorgung von neu ankommenden Flüchtlingen. Im Flüchtlingslager Shamshatoo organisierte die Organisation in Zusammenarbeit mit dem WFP die Verteilung von Nahrungsmitteln. Nördlich von Kabul, in der Shamalie-Ebene, startete Shelter Now das Projekt Hope Villages (Dörfer der Hoffnung), das den Wiederaufbau von mehreren Dörfern einschließlich der grundlegenden Infrastruktur zum Ziel hat.
In Peschawar entführten und ermordeten islamische Extremisten Anfang April 2005 Babar Samson, ein Teammitglied von Shelter Now International Pakistan, und seinen Fahrer.
Nach dem Erdbeben in Kaschmir am 8. Oktober 2005 leistete Shelter Now Nothilfe. In Pakistan rund um die Stadt Balakot wurden u. a. 8.000 winderfeste Notunterkünfte errichtet. Shelter Now verteilte an 12.500 Familien Winterausrüstungen mit Zelten oder Übergangsunterkünfte aus Holz und Wellblech, mit Matratzen, warmen Steppdecken, Öfen und Bodenplanen. Auf diese Weise konnte mehr als 75.000 Menschen über den Winter geholfen werden. In einem Zeltdorf versorgte die Organisation 10.000 Obdachlose im Winter 2005/2006 mit täglichen warmen Mahlzeiten. Im Zuge des Wiederaufbaus im Erdbebengebiet errichtete Shelter Now in Zusammenarbeit mit der Kindernothilfe erdbebensichere Schulen.
Am 17. Januar 2008 wurde der 29-jährige Sajeed Williams, Büroleiter von Shelter Now in Peschawar, von einem maskierten Mann erschossen.
Nach der Überschwemmungskatastrophe 2010 in Pakistan verteilte Shelter Now im Raum Peschawar an mehr als 2.000 Menschen täglich eine warme Mahlzeit. In Zusammenarbeit mit der International Water Aid Organization (IWAO) erhielten 200 Familien Wasserkühlbehälter und Wasserreinigungstabletten.
Shelter Now hat ein Projekt gegründet, in dem Bauern in Afghanistan geholfen wird, vom Anbau von Opium wegzukommen und stattdessen das lukrative Safran anzubauen.
Aufgrund des Vormarsches der Taliban in Afghanistan 2021 wurden alle internationalen Mitarbeiter aus dem Land evakuiert. Fünf amerikanische Staatsbürger, ein Ehepaar aus Uruguay sowie die deutschen Entwicklungshelfer Benjamin und Lisa Taubmann wurden am 17. August 2021 in einem Airbus A400M der Bundesluftwaffe von Kabul nach Taschkent ausgeflogen.
Nach dem Machtwechsel konnten einige Projekte wieder aufgenommen werden. So übernahm laut ihren Projektmanagern Ewald und Gudrun Göttler, Shelter Now in Partnerschaft mit dem Welternährungsprogramm (WPF) für den Winter 2021/2022 die geplante Lebensmittelverteilung für 353.948 Menschen. Auch soll die Taliban-Regierung von Kabul Shelter Now ganz offiziell gebeten haben, ihre Projekte fortzusetzen.

## Die Organisation

### Shelter Now Germany e. V.
Der Verein Shelter Now Germany wurde im Jahr 1993 mit dem Ziel gegründet, afghanischen Flüchtlingen in Pakistan und Afghanistan zu helfen. Der eingetragene Verein ist als gemeinnützig anerkannt und trägt seit Ende 2006 das Spenden-Siegel des Deutschen Zentralinstituts für soziale Fragen (DZI). Shelter Now Germany e. V. hat 20 Mitglieder. Für den deutschen Zweig sind neben dem Vorsitzenden Udo Stolte noch vier weitere Personen hauptamtlich tätig. Hinzu kommen noch elf Ehrenamtliche (Stand: November 2009).
In Pakistan und Afghanistan sind für das Hilfswerk zwischen 40 und 50 internationale Mitarbeiter aus mehr als 15 unterschiedlichen Ländern tätig.

### Schwerpunkte der Arbeit
Die Aktivitäten laufen über Programme der Organisationen Shelter Now International Pakistan und Shelter Now Afghanistan. In Afghanistan unterstützt Shelter Now die Rückkehr von Kriegsflüchtlingen durch den Wiederaufbau ihrer Dörfer. In eigens errichteten Betonfabriken werden u. a. Dachbetonträger für die zu errichtenden Häuser hergestellt. Projekte zur Wiederherstellung der Wasserversorgung gehören genauso wie der Bau von Schulen zu den Aktivitäten. Darüber hinaus werden landwirtschaftliche Projekte gefördert. Ein weiterer Schwerpunkt ist die Nothilfe nach Naturkatastrophen, z. B. nach dem Erdbeben in Kaschmir 2005 und nach der Überschwemmungskatastrophe 2010 in Pakistan. Am Wiederaufbau nach dem Erdbeben beteiligt sich Shelter Now durch den Bau von erdbebensicheren Häusern und Schulen.
Koordiniert wird die Arbeit von der Geschäftsstelle des deutschen Zweigs in Braunschweig. Von dort aus wird ebenfalls die Bildungs- und Öffentlichkeitsarbeit sowie die Werbung in Deutschland koordiniert.
Im Deutschland arbeitet Shelter Now u. a. mit folgenden Organisationen zusammen: NEHEMIA Christenhilfsdienst, Arbeitsgemeinschaft Evangelikaler Missionen (AEM). Vor Ort in Afghanistan und Pakistan sind das u. a.: Welternährungsprogramm der Vereinten Nationen (WFP), Kindernothilfe und Tearfund.

### Finanzierung
Der gemeinnützige Verein finanziert sich fast ausschließlich aus Spenden. Der Ertrag von Shelter Now Germany bewegte sich in den Jahren 2003 bis 2005 zwischen 144.000 und 468.000 Euro. Der Ertrag der Gesamtorganisation betrug im Jahr 2008 ungefähr 1,8 Millionen Euro, wovon fast 90 Prozent unmittelbar für humanitäre Hilfsprojekte eingesetzt wurde.